# 南盧普鎮區 (內布拉斯加州霍爾縣)
南盧普鎮區（英語：South Loup Township）是位於美國內布拉斯加州霍爾縣的一個行政鎮區。

## 地方資料
南盧普鎮區的面積為92.21平方千米，當中陸地面積為92.10平方千米，而水域面積為0.10平方千米。根據2020年美國人口普查的數據，當地共有人口896人，而人口密度為每平方千米9.72人。